# Husiatyn (gmina)
Husiatyn – dawna gmina wiejska w powiecie kopyczynieckim województwa tarnopolskiego II Rzeczypospolitej. Siedzibą gminy było miasto Husiatyn, które stanowiło odrębną gminę miejską (od 1941 bez praw miejskich).
Gminę utworzono 1 sierpnia 1934 r. w ramach reformy na podstawie ustawy scaleniowej z dotychczasowych gmin wiejskich: Czabarówka, Liczkowce, Olchowczyk, Suchodół i Trybuchowce.
Od września 1939 do lipca 1941 gmina znajdowała się pod okupacją ZSRR, a 1 sierpnia 1941 weszła w skład Generalnego Gubernatorstwa i nowo utworzonego dystryktu Galicja. Gmina przynależała odtąd do powiatu czortkowskiego (Kreishauptmannschaft Czortków). Przyłączono do niej wówczas obszar zlikwidowanej gminy Horodnica (gromady Horodnica, Postołówka, Raków Kąt i Samołuskowce) i pozbawiony praw miejskich Husiatyn, a odłączono gromadę Suchodół, włączając ją do gminy Sidorów. W 1943 roku gmina składała się z dziewięciu gromad (Czabarówka, Horodnica, Husiatyn, Liczkowce, Olchowczyk, Postołówka, Raków Kąt, Samołuskowce i Trybuchowce) i liczyła 15545 mieszkańców.
Po II wojnie światowej obszar gminy znalazł się w ZSRR.